# Luz María Aguilar
Pour les articles homonymes, voir Aguilar.
Luz María Aguilar Torres (Ojinaga, État de Chihuahua, 26 mars 1936) est une actrice mexicaine.
Elle a travaillé au cinéma, à la télévision et au théâtre. Un de ses rôles les plus importants a été dans la série Hogar, dulce hogar pendant plus de huit ans. Son fils Alejandro est producteur.

## Filmographie

### Cinéma
- El secuestro del símbolo sexual (1995)
- Supervivientes de los Andes (1976)
- Las fuerzas vivas (1975)
- Laberinto de pasiones (1975)
- Al fin a solas (1969)
- Dr. Satán y la magia negra (1968)
- Cómo pescar marido (1967)
- Dos meseros majaderos (1966)
- Pistoleros del oeste  (1965)
- La maldición de mi raza  (1965)
- El mundo de las drogas  (1964)
- El norteño  (1963)
- Estos años violentos  (1962)
- Las recién casadas  (1962)
- El caballo blanco  (1962)
- La furia del ring  (1961)
- Las cosas prohibidas  (1961)
- Matrimonios juveniles  (1961)
- Mujeres engañadas  (1961)
- Ojos tapatios  (1961)
- La diligencia de la muerte  (1961)
- La Llorona  (1960)
- ¡Qué bonito amor!  (1960)
- Mundo, demonio y carne  (1960)
- El último mexicano  (1960)
- Vivir del cuento  (1960)
- Manicomio (1959)
- Siete pecados  (1959)
- Pistolas de oro  (1959)
- El águila negra contra los enmascarados de la muerte  (1958)
- Mujeres encantadoras  (1958)
- El águila negra en la ley de los fuertes  (1958)
- Vainilla, bronce y morir  (Una mujer más) (1957)
- Juventud desenfrenada  (1956)
- Caras nuevas  (1956)
- Con quién andan nuestras hijas (1956)
- Soy un golfo (1955)
- Las nenas del 7 (1955)
- Maldita ciudad (1954)

### Télévision
- Ni contigo ni sin ti (2011)
- Mujeres asesinas 3 (2010)
- Alma de hierro (2008-2009)
- La fea más bella (2006-2007)
- Rubí (2004)
- Clap...El lugar de tus sueños (2003)
- Navidad sin fin (2001)
- Mujer, casos de la vida real
- Cuento de navidad (1999)
- El niño que vino del mar (1999)
- Vivo por Elena (1998)
- Una luz en el camino (1998)
- Los papás de mis papás (1994)
- Corazón salvaje (1993)
- Aprendiendo a vivir (1984)
- Vamos juntos (1979)
- Hogar, dulce hogar (1974)
- Amaras a tu projimo (1973)
- El profesor particular (1971)
- Cosa juzgada (1970)
- Concierto de almas (1969)
- Cárcel de mujeres (1968)
- La duda (1967)
- Cuna vacía (1967)
- El ídolo (1966)
- Tú eres un extraño (1965)
- La intrusa (1964)
- La sombra del otro (1963)
- El enemigo (1961)
- María Guadalupe (1960)